# Les Léoutars
Pour plus de détails, voir Fiche technique et Distribution.
Les Léoutars, également connu sous le titre Thomas le Musicien (en roumain : Lăutarii, en russe : Лаутары) est un film soviétique réalisé en 1971 en Moldavie par Emil Loteanu. La musique est d'Isidore Bourdine et d'Eugen Doga. La langue originelle est le roumain, mais il existe des versions en russe. Il a circulé des versions en roumain sous-titrées en français, notamment dans le cadre du Festival du film soviétique de 1977 à l'occasion du 60e anniversaire de la révolution russe, chaque république soviétique présentant alors un film dans sa langue.

## Synopsis
L'action se déroule en Bessarabie au XIXe siècle, alors que ce pays moldave était sous la domination des Tzars. Toma Alistar (joué par Sergiu Lunchevici) est le chef d'un taraf (orchestre populaire) de lăutaris ("trouvères" en roumain). Le nom de Toma Alistar est inspiré par la rue Toma Stelian, où se trouve l'ambassade d'URSS à Bucarest, où la mère d'Emil Loteanu travaillait, et où il a passé son enfance : Alistar et Stelian évoquent l'« étoile ». Le personnage d'Alistar est stellaire (sa passion pour la musique, son talent unanimement reconnu), solaire (son humour, sa joie de vivre, son énergie) et lunaire (sa déchirure intime, depuis sa prime jeunesse, où il fut séparé de son grand amour, Leanca, une jeune Rom jouée par Olga Câmpeanu… amour intense mais empêché parce qu'elle était Rom, et lui gadjo c'est-à-dire non-Rom ; en jouant du violon -jusqu'à Vienne devant l'empereur d'Autriche- Alistar ne cesse de rechercher Leanca).
Le film dépeint aussi l'oppression tsariste envers les paysans moldaves, lorsque les lăutari croisent des haïdoucs, puis l'armée impériale venue encercler ces derniers. Jusqu'à la fin de leur vie, Toma et Leanca se cherchent sans parvenir à se retrouver. Après la mort de Toma, son héritier spirituel, un jeune lăutar devenu le nouveau chef du taraf, rencontre la Leanca vieillie et constate que leur amour est resté aussi impérissable que l'art des lăutari.

## Fiche technique
- Titre français : Les Léoutars ou Thomas le Musicien[4],[1]
- Titre original roumain : Lăutarii
- Titre russe : Лаутары

## Distribution
- Serghei Lunchevici - Toma Alistar (adulte et âgé)
- Dumitru Habasecu - Toma Alistar (adolescent)
- Eugen Roicu - Toma Alistar (enfant)
- Galina Vodniatskaïa - gitane Leanca (âgée)
- Olga Câmpeanu - Leanca (adolescente)
- Angelica Iasecu - Leanca (petite fille)
- Grigore Grigoriu - Radu Negostin
- Svetlana Toma - Ramina
- Haralampie Berdaga - un lautar
- Vasile Zubcu-Codreanu - Ilie Vilciu
- Dumitru Mocanu - un lautar
- Ilie Mascai - un lautar
- Vilhelm Musoianu - le lautar Dragomir
- Mihai Curagau - un lautar
- Mihai Timofti - Vasile
- Dumitru Fusu
- Constantin Constantinov
- Valeriu Cupcea

## Distinctions
Le film Lăutarii a reçu deux prix au Festival international du film de Saint-Sébastien (Espagne, 1972), :
- La Coquille d'argent
- Le prix spécial du jury.
- Grand Prix du Festival International d’arts et de folklore d’Italie (1972),
- Prix le Nymphe d’or du Festival International de cinéma de Naples (1972),
- Prix des spectateurs et de la presse pour le meilleur film au Forum du Cinéma de Milan (1978)[7]